# Sainte-Florine
Sainte-Florine – miejscowość i gmina we Francji, w regionie Owernia-Rodan-Alpy, w departamencie Górna Loara. Nazwa miejscowości pochodzi od imienia św. Floryny.
Według danych na rok 1990 gminę zamieszkiwało 3021 osób, a gęstość zaludnienia wynosiła 394 osoby/km² (wśród 1310 gmin Owernii Sainte-Florine plasuje się na 66. miejscu pod względem liczby ludności, natomiast pod względem powierzchni na miejscu 904.).